# Fulgurodes virginalis
Fulgurodes virginalis là một loài bướm đêm trong họ Geometridae.